# Division de Konkan

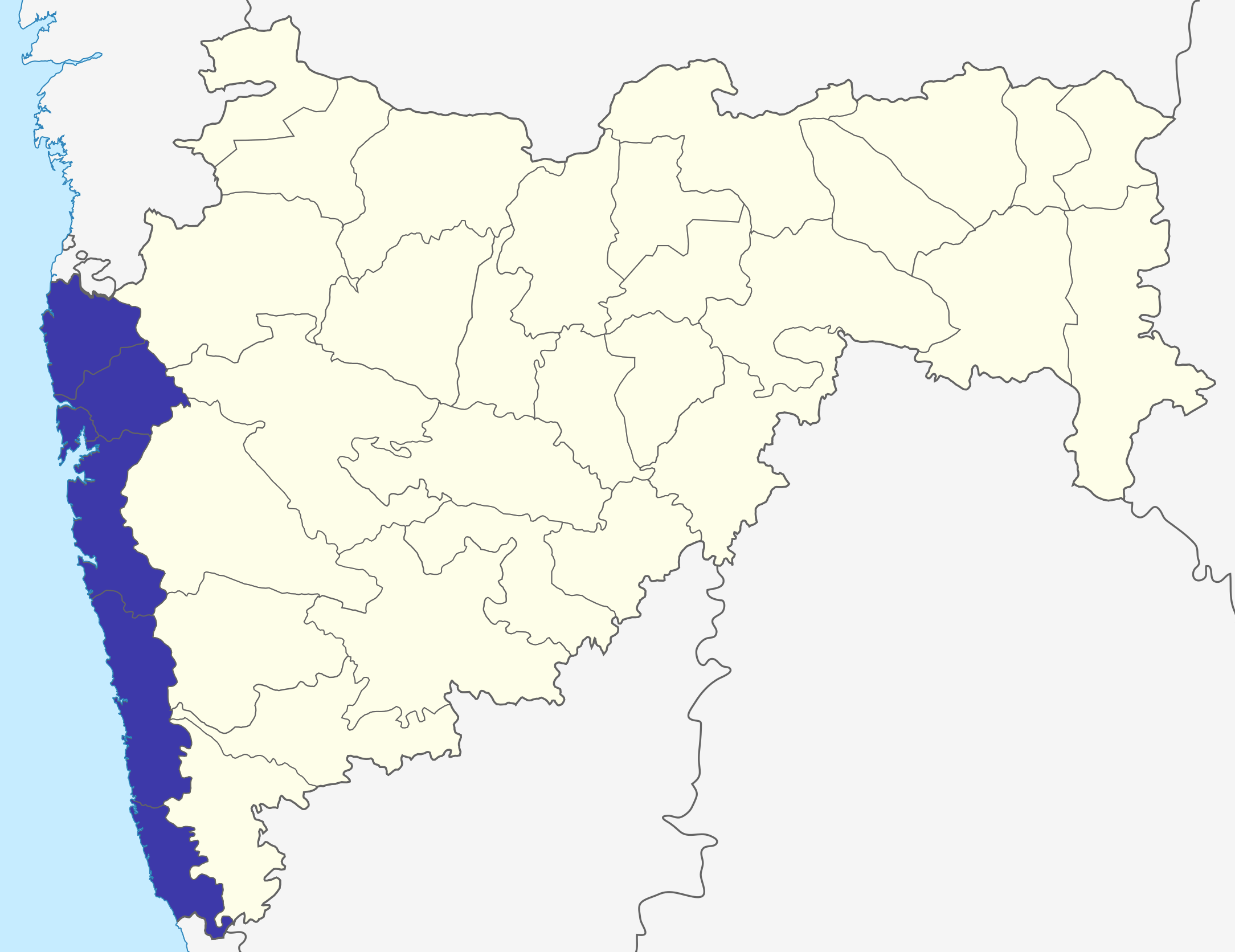
La division de Konkan dans le Maharashtra

La Division de Konkan (en Marathi कोकण विभाग) est l'une des  divisions administratives de l'État indien du Maharashtra.

## Description
Elle est constituée des districts suivants :
| District                    | Centre administratif | Superficie (km2) | Habitants (2001) | Densité (hab./km2) |
| --------------------------- | -------------------- | ---------------- | ---------------- | ------------------ |
| District de Mumbai-ville    | -                    | 68               | 3 314 416        | 48 741             |
| District de Mumbai-banlieue | Bandra               | 369              | 8 587 561        | 23 273             |
| District de Raigad          | Alibag               | 7 148            | 2 207 929        | 309                |
| District de Ratnagiri       | Ratnagiri            | 8 208            | 1 696 777        | 207                |
| District de Sindhudurg      | Oros                 | 5 207            | 868 825          | 167                |
| District de Thane           | Thane                | 9 558            | 8 131 849        | 851                |